# Nèro Scartch
Nèro Scartch, vlastním jménem Jakub Svoboda (* 1995) je český hudebník. Hraje hlavně na bicí a klávesové nástroje, působí také jako hudební producent. V dětství měl s bratrem Jardou skupinu Hromy Blesky, později působil v jazzovém triu Emila Viklického či metalcorových kapelách Break the Rules a Forget Your Enemies. V roce 2012 spoluzaložil skupinu Mydy Rabycad, spolupracuje také s kapelou Android Asteroid. V listopadu 2015 vydal sólové album Piece Of My Life. Je synem hudebníka Jardy Svobody.

## Diskografie
- Hromy Blesky
  - Mraky, 2003
  - Pocity, 2006
- Mydy Rabycad
  - Let Your Body Move, 2013
  - Glamtronic, 2015
  - Just Dance, 2016 – singl
- sólová alba
  - Piece Of My Life, 2015

Spolupracoval též na albu Neboj písničkáře Jakuba Čermáka (2017) a je jedním z producentů sólového alba zpěvačky z Mydy Rabycad Zofie Dares High On Being (2018).